# Koning (titel)

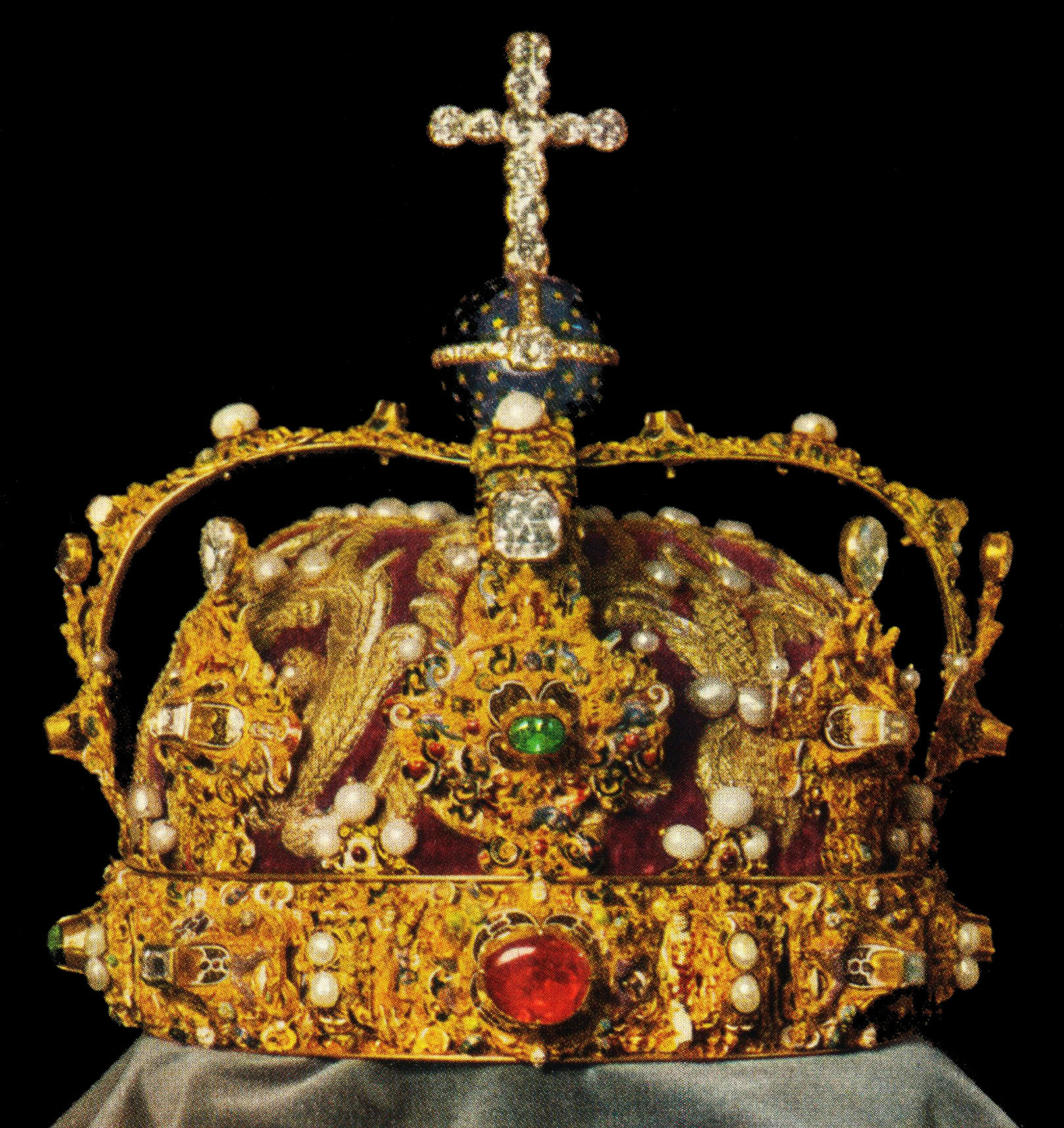
De kroon van Zweedse, het ambtsteken van een koning.

Koning is na keizer de hoogste vorstelijke titel. Met deze titel wordt het (mannelijk) staatshoofd van een koninkrijk aangeduid. Het vrouwelijke equivalent heet een koningin.
Vaak wordt een koninkrijk aangeduid als monarchie. Weliswaar is een koninkrijk een monarchie, maar niet iedere monarchie heeft een koning of koningin als staatshoofd: in Monaco en Liechtenstein wordt de functie van staatshoofd uitgeoefend door een vorst en in Luxemburg door een groothertog. In al deze gevallen is sprake van een monarch.

## Geschiedenis
Historisch werd bij sommige stammen en volken de titel van koning gegeven aan de hoogste gezagsdrager. Oorspronkelijk werd de koning veelal gekozen. Bij de Germanen waren dit bijvoorbeeld voornamelijk 'vegetatiekoningen', die de vruchtbaarheid van het gewas en de overwinning in de strijd moesten garanderen. Geleidelijk werd de titel erfelijk. Zo werden de koningen van Frankrijk aanvankelijk gekozen. Van Adalbero van Reims is het citaat;
Het koningschap krijgt men niet op grond van erfrecht; men moet slechts hem op de troon verheffen, die zich zowel door zijn lichamelijke welgeschapenheid als door zijn geestelijke wijsheid onderscheidt, die door het geloof gesterkt en door grootmoedigheid gesteund wordt.
Hiermee maakte hij de weg vrij voor de verkiezing van Hugo Capet. In de twee eeuwen daarna verkreeg deze familie echter dusdanig veel aanzien dat de titel alsnog erfelijk werd.
Oorspronkelijk voerden de koningen als kroon op hun helmen een gouden band die van boven met bladvormige opstandingen versierd was. De Nederlandse Koningskroon werd in 1816 vastgesteld bij Koninklijk Besluit of kabinetsorde (24.6.1816 nr. 77).
Omdat de koning de hoogste persoon van het land is maakt hij geen deel uit van de adel, maar staat hij erboven.

## Actuele situatie
Momenteel zijn er wereldwijd meer koningen dan koninkrijken. Verschillende leden van vorstenhuizen dragen de titel koning(in) zonder dat ze nog staatshoofd zijn, de titel blijft tot de dood. Dit geldt voor de koningen Juan Carlos, koning Albert en koning Simeon. Zij worden door de adel en in diplomatiek verkeer erkend als koning met predicaat van Majesteit, maar hebben geen constitutionele macht.

## Nederland
In Nederland bestaat de titel sinds 1806 toen Lodewijk Napoleon werd aangesteld als koning van het koninkrijk Holland (1806-1810). Na de Franse tijd werd de soevereiniteit in 1813 opgedragen aan Willem Frederik, Prins van Oranje-Nassau, daarna koning Willem I van Nederland genoemd. Eerst voerde Willem I de titel van Soevereine Vorst, maar na de vereniging met het huidige België op het Congres van Wenen mocht Willem vanaf 1815, na een moeizame lobby, de titel 'Koning' dragen.
Nederland werd van 1890 tot 30 april 2013 onafgebroken geregeerd door een koningin, aangezien de opeenvolgende wettelijke erfgenamen geen mannelijke opvolgers hadden. In 1983 is in Nederland de Salische Wet geheel afgeschaft, waardoor prinses Catharina-Amalia koning Willem-Alexander zal opvolgen, ook als de koning nog een zoon krijgt. In 1887 was al de mogelijkheid geschapen dat de koning door een dochter zou worden opgevolgd, namelijk bij ontstentenis van een zoon.
In Nederland heet de echtgenoot van de koningin de prins-gemaal terwijl de echtgenote van de koning informeel koningin heet.

## België
Na de omwenteling van 1830, en daarop volgend de stichting van België als soeverein land, wordt België tot op heden geregeerd door koningen. Door de strikte toepassing van de Salische Wet ging tot 2003 de grondwettelijke macht van de koning bij erfopvolging over op de wettige, natuurlijke en mannelijke nakomelingen van Z.M. Leopold Joris Christiaan Frederik van Saksen-Coburg-Gotha (Koning Leopold I van België). In 1992 is de Grondwet echter aangepast waardoor ook vrouwen kunnen opvolgen. Wel dient vermeld te worden dat dit alleen van toepassing is op de nakomelingen van koning Albert II. Tussen 1993 en 2013 regeerde Koning Albert II die zijn broer Boudewijn opvolgde na diens dood. Op 21 juli 2013 volgde zijn oudste zoon Filip hem op als zevende Koning der Belgen. Dit met gevolg dat zijn oudste kind, Elisabeth de eerste kroonprinses werd en, bij leven en welzijn vervolgens de eerste koningin der Belgen zal worden. Momenteel zijn er in België vier mensen die de titel van koning(in) dragen, maar één is Koning der Belgen.

## Lijst van koninkrijken

### Huidige koninkrijken
- Bahrein
- België
- Bhutan
- Cambodja
- Denemarken (inclusief Groenland en Faeröer)
- Jordanië
- Lesotho
- Maleisië (De koningen van Maleisië worden gekozen voor termijnen van vijf jaren uit de negen sultans van de staten van het Maleisische schiereiland.)
- Marokko
- Nederland (inclusief Aruba, Curaçao en Sint Maarten)
- Noorwegen (inclusief Bouveteiland, Jan Mayen en Spitsbergen)
- Saoedi-Arabië
- Spanje
- Swaziland
- Thailand
- Tonga
- Verenigd Koninkrijk (Inclusief Anguilla, Bermuda, de Britse Maagdeneilanden, het Brits Indische Oceaanterritorium, de Falklandeilanden, Gibraltar, de Kaaimaneilanden,  Montserrat, de Pitcairneilanden, Saint Kitts en Nevis,  Sint-Helena, Ascension en Tristan da Cunha, de Turks- en Caicoseilanden, Tuvalu en Zuid-Georgia en de Zuidelijke Sandwicheilanden) Dit zijn de overgebleven kolonies van het Verenigd Koninkrijk; de Kanaaleilanden en Man behoren formeel niet tot het Verenigd Koninkrijk, maar aan de Britse Kroon. De overige landen waarvan Koning Charles III staatshoofd is, zoals Canada, Australië, Jamaica, Saint Vincent en de Grenadines, Nieuw-Zeeland, Papoea Nieuw-Guinea, Saint Lucia, de Bahama's, Antigua en Barbuda, Barbados, Belize, Grenada, Saint Kitts en Nevis, de Salomonseilanden en Tuvalu zijn onafhankelijke landen en worden aangeduid als Commonwealth realms (Koninkrijken).
- Zweden

### Voormalige koninkrijken
Zie Categorie:Historisch koninkrijk.